# Gorkal, Manvi
Gorkal là một làng thuộc tehsil Manvi, huyện Raichur, bang Karnataka, Ấn Độ.